# Pterolophia quadrigibbosipennis
Pterolophia quadrigibbosipennis är en skalbaggsart som beskrevs av Stefan von Breuning 1968. Pterolophia quadrigibbosipennis ingår i släktet Pterolophia och familjen långhorningar. Inga underarter finns listade i Catalogue of Life.